# Neobatrachus kunapalari
Neobatrachus kunapalari es una especie  de anfibios de la familia Limnodynastidae.

## Distribución geográfica
Se encuentra en  Australia.